# Meherpur (Distrikt)

Lage in Bangladesch

Meherpur (Bengalisch: মেহেরপুর জেলা, Meherapur jelā) ist ein Verwaltungsdistrikt im Südwesten von Bangladesch mit etwa 580.000 Einwohnern, der innerhalb der Division Khulna liegt. Die Distriktshauptstadt heißt ebenfalls Meherpur.
Der 716,08 km² große Distrikt grenzt im Westen an den indischen Bundesstaat Westbengalen, im Osten an die bangladeschischen Distrikte Kushtia und Chuadanga. Die größten Flüsse sind Bhairab, Mathabhaga und Kazli.
Bis zur Teilung Indiens im Jahr 1947 gehörte das Gebiet zum Distrikt Nadia.
Der Distrikt Meherpur ist in die drei Upazilas Gangni, Meherpur Sadar und Mujibnagar unterteilt.
Meherpur ist landwirtschaftlich geprägt, wichtigste Anbauprodukte sind Chili, Jute, Zuckerrohr, Tabak und Süßkartoffel.